# Āqā Kandī
Āqā Kandī (persiska: آقا کندی) är en ort i Iran.   Den ligger i provinsen Östazarbaijan, i den nordvästra delen av landet, 500 km nordväst om huvudstaden Teheran. Āqā Kandī ligger 1 545 meter över havet och antalet invånare är 121.
Terrängen runt Āqā Kandī är huvudsakligen kuperad. Āqā Kandī ligger nere i en dal. Runt Āqā Kandī är det ganska glesbefolkat, med 27 invånare per kvadratkilometer. Närmaste större samhälle är Gangolābād, 2,7 km norr om Āqā Kandī. Trakten runt Āqā Kandī består i huvudsak av gräsmarker.